# Karl-Erik Palmér
Karl-Erik Palmér, noto anche come Calle Palmér (Malmö, 17 aprile 1929 – Malmö, 2 febbraio 2015), è stato un calciatore svedese, di ruolo centrocampista.

## Carriera

### Club
Di ruolo mezzala, proveniente dal Malmö, dove si era aggiudicato tre campionati nazionali consecutivi e una Coppa di Svezia, venne acquistato nell'estate 1951 dal Legnano, che si accingeva a disputare il suo primo campionato di Serie A. I 23 settembre 1951 realizza la prima storica rete dei lilla in massima serie, in occasione della sconfitta esterna contro la Lucchese; in tutto il campionato, chiuso all'ultimo posto, le reti al suo attivo saranno 6 (secondo miglior marcatore della squadra dopo Bruno Mozzambani), fra cui una doppietta decisiva per il successo esterno sul Napoli del 15 giugno 1952.
Nella stagione successiva con 3 reti all'attivo contribuisce all'immediato ritorno in A dei lombardi, mentre nella stagione 1953-1954, che vede nuovamente il Legnano arrivare in fondo alla classifica
, mette a segno una rete nel 2-2 in casa dei futuri campioni d'Italia dell'Inter.
Resta a Legnano fino al 1958 per altri 3 campionati di Serie B e uno di Serie C, quindi passa alla Juventus come riserva di Giampiero Boniperti e Omar Sívori, disputando tre incontri di campionato e 6 in Coppa Italia (di cui una nell'edizione 1958-1959 vinta dai bianconeri).
Nel 1959 torna al Malmö FF dove chiude la carriera.
In Italia ha totalizzato complessivamente 58 presenze e 7 reti in Serie A e 118 presenze e 13 reti in Serie B.

### Nazionale
Con la Svezia ha partecipato al campionato del mondo 1950, in cui ha disputato 5 partite e segnato 3 gol (il primo contro il Paraguay, il secondo contro l'Uruguay ed il terzo contro la Spagna).

## Palmarès

### Giocatore

#### Club
- Coppa Italia: 1

Juventus: 1958-1959
- Campionato svedese: 3

Malmö: 1948-1949, 1949-1950, 1950-1951,
- Coppa di Svezia: 1

Malmö: 1951